# Eudorcas
Eudorcas — рід ссавців родини Бикові (Bovidae) ряду Оленеподібні (Cerviformes). Раніше вважався підродом роду Gazella.

## Види
- Рід Eudorcas'[1]
  - Eudorcas albonotata
  - Eudorcas rufifrons[2]
  - Eudorcas thomsonii
  - †Eudorcas rufina